# 석연법
석연법(釋演法, ?-), 속명은 이재전(李在全)이며 중국 사천성(四川省) 면죽시(綿竹市)에서 신(申)년에 태어났다. 현재는 중국 사천성 소각사의 주직(住持)을 맡고있다.

## 약력
석연법은 1981년 1월에 중국 산서성(山西省)오대산(五台山)수상사(殊像寺)의 상윤법사(常潤法師)에 의해 체발(剃髪)되어 출가하였다. 같은해 2월에 오대산의 적광종사(大廣宗寺)에서 계율을 받고 1984년에 청정(清淨)으로부터 불법을 배워 그의 시자(侍者)가 되었다. 그후 청정을 따라 한지(漢地)에서 불법을 전했다. 오랫동안 청정과 함께하며 많은 불법의 필요를 배웠다. 1985년 연법과 청정은 사천성 주성도시 석경사(石經寺)의 도장에 돌아가 1998년에 담임　소각사　(昭覺寺)의 감원(監院)에 취임하여 관리위원회의 부주임을 맡았다. 持2003년 4월에 중국 사천강 성도시 석경사에서 능해
(能海)의 제자인 만법(万法)으로부터 임제종(臨済宗)47대째 화상(和尚)의 지위를 부여받아 능해의 제3대 제자중에서도 가장 높은 지위에 올랐다.
청정이1999년에 원적한 후 연법은 성도소각사주지에 임명되어 2004년12월23일,사천성성도시소각사에서 승좌법회(升座法会)밎 세레모니가 행해져 연법은 제18대째 방장(方丈)이 되었다.

## 법승

### 선생님 師長
석청정 釋清定

## 취력
- 중국불교협회이사 中國仏教協会理事
- 사천성불교협회부밀서장 四川省仏教協会副秘書長
- 성도시불교협회부회장 成都市佛教協会副會長
- 성도시정협위원 成都市政協委員

## 참고 자료
- 釋能海
- 釋清定
- 釋萬法